# Caccia (musica)
La caccia dell'Ars nova italiana, già presente in Francia con il termine di chace ed Inghilterra con la rota (vedi Sumer is icumen in del 1250 circa), è un particolare tipo di madrigale con artifizio contrappuntistico del canone.

## Caccia italiana
Viene denominata in questo modo perché rappresenta musicalmente scene ispirate alla caccia, al commercio e al gioco. Inoltre, perché una voce caccia l'altra, ovvero la segue. Non è una forma fissa, ma fugata. Le immagini del testo vengono enfatizzate dalla musica. Di solito è a tre voci, denominate:
- Triplum
- Duplum
- Tenor

Le voci che si inseguono e che contengono il testo poetico sono le prime due. Il Tenor non contiene testo: donde l'ipotesi che questa voce servisse da accompagnamento musicale insieme alle altre due che invece venivano cantate, fungendo così da sostegno armonico. Né la musica né il testo (di solito in versi sciolti) si attengono ad uno schema regolare.
La caccia italiana è un'evoluzione di quelle francesi e inglesi, in quanto qui compaiono per la prima volta effetti di eco e di dialogo, ripetizioni di note, intrecci vocali, ritmi spezzati, imitazioni ravvicinate, intervalli arditi, creando realismo ed alta tensione emotiva.
Si attribuisce la nascita di questo genere italiano a Maestro Piero, coltivato da Gherardello da Firenze, Lorenzo da Firenze, Vincenzo da Rimini, Francesco Landini e Niccolò da Perugia (quest'ultimo musicò la caccia più spesso citata nelle antologie della letteratura italiana, Passando con pensier per un boschetto del poeta e novellista Franco Sacchetti). Ecco un esempio di testo di caccia anonimo musicata da Gherardello: sono presenti onomatopee e l'irregolarità del verso contribuisce a rendere concitato il dialogo tra i due cacciatori.
isveglia i cacciatori: Su ch'egli è 'l tempo.

Alletta il can. Tè, tè, tè, tè, Viola tè, Primiera tè.
Sull'alto al monte co' buon' cani a mano

e gli brachetti al piano

e nella piaggia ad ordine ciascuno!

I' veggio sentir uno de' nostri miglior bracchi:

sta' avvisato!

Bussate d'ogni lato

ciascun le macchie, chè Quaglina suona!

Aiò, aiò! A te la cerbia vene!
carbon l'a pres'ed in bocca la tene.

Del monte que' che v'era su gridava:

A l'altra, a l'altra! e suo corno sonava.»

## La caccia strumentale
La caccia strumentale successiva si espanse ed era presente anche nella tradizione clavicembalistica, basta pensare alla K159 di Domenico Scarlatti denominata anche "La Caccia", trae origine proprio dall'omonimo genere trecentesco per il suo ritmo spigliato, con giochi ritmici di pause e di hoquet, ovvero ritmo sincopato.